# Richardson Mountains
Richardson Mountains är en bergskedja i Kanada.   Den ligger i provinserna Yukon och Northwest Territories, i den nordvästra delen av landet, 4 200 km nordväst om huvudstaden Ottawa.
Omgivningarna runt Richardson Mountains är i huvudsak ett öppet busklandskap. Trakten runt Richardson Mountains är nära nog obefolkad, med mindre än två invånare per kvadratkilometer.